# Rio Dniestre
O Dniestre, Nistro ou, raramente, Danastro (em ucraniano Дністер, transl. Dnister; em romeno: Nistru; em russo: Днестр, Dnestr e em latim: Tyras) é um rio da Europa Oriental. 
Com uma extensão total de 1362 km, nasce na Ucrânia, próximo da fronteira com a Polónia e flui em direção ao mar Negro. Num pequeno trecho é a fronteira natural da Ucrânia com a República da Moldávia, separando esta última de sua região secessionista, a Transnístria, por 398 km. Após este trecho, o rio volta a dividir a Moldávia da Ucrânia para fluir pelo extremo norte da região do Budjac e desaguar no mar Negro.

## Imagens

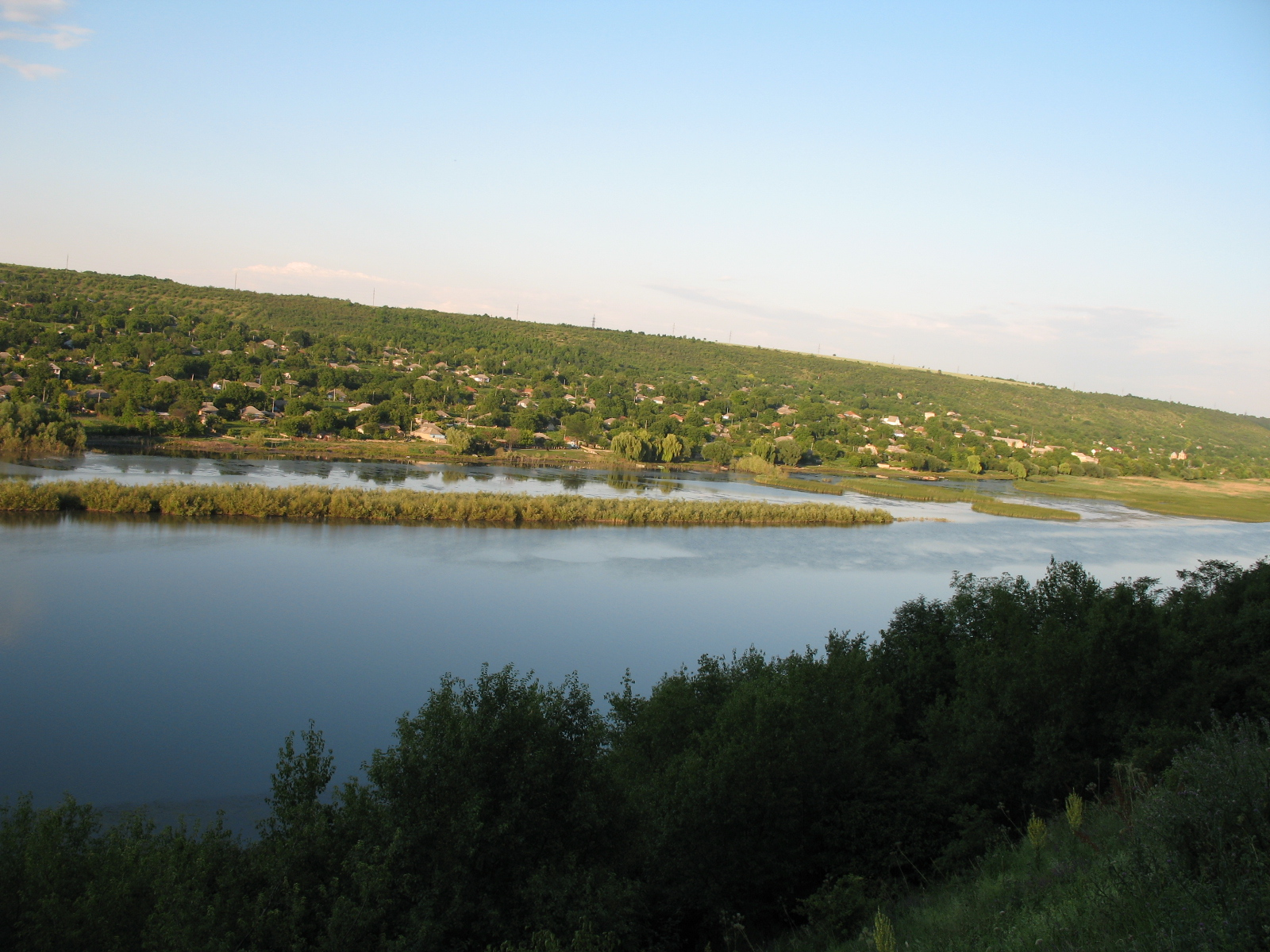
Perto de Popenki
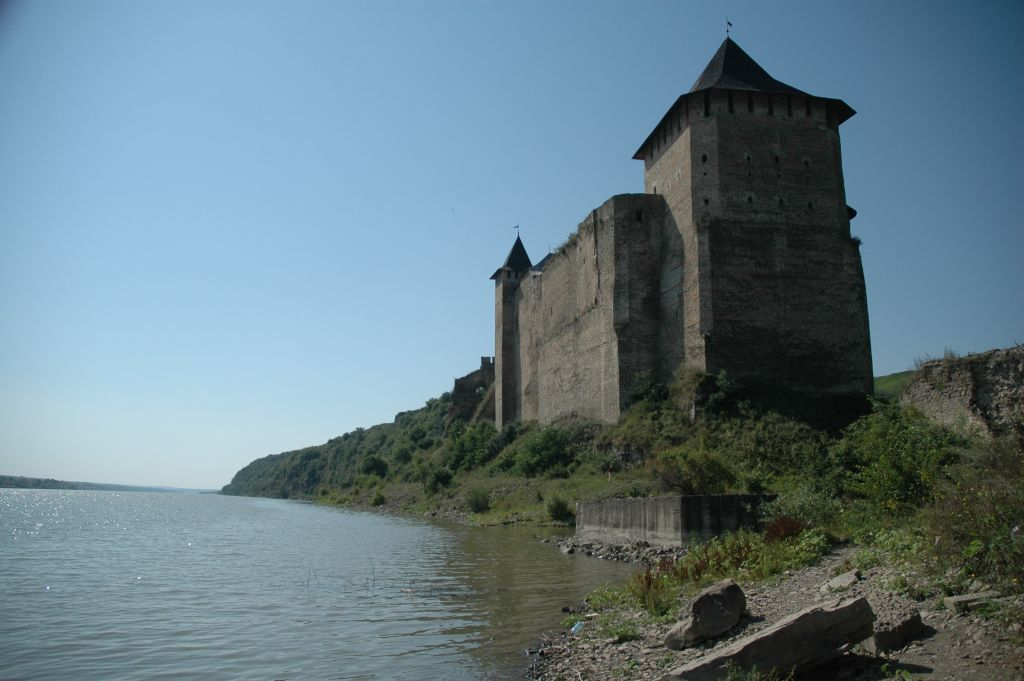
Perto de Khotyn
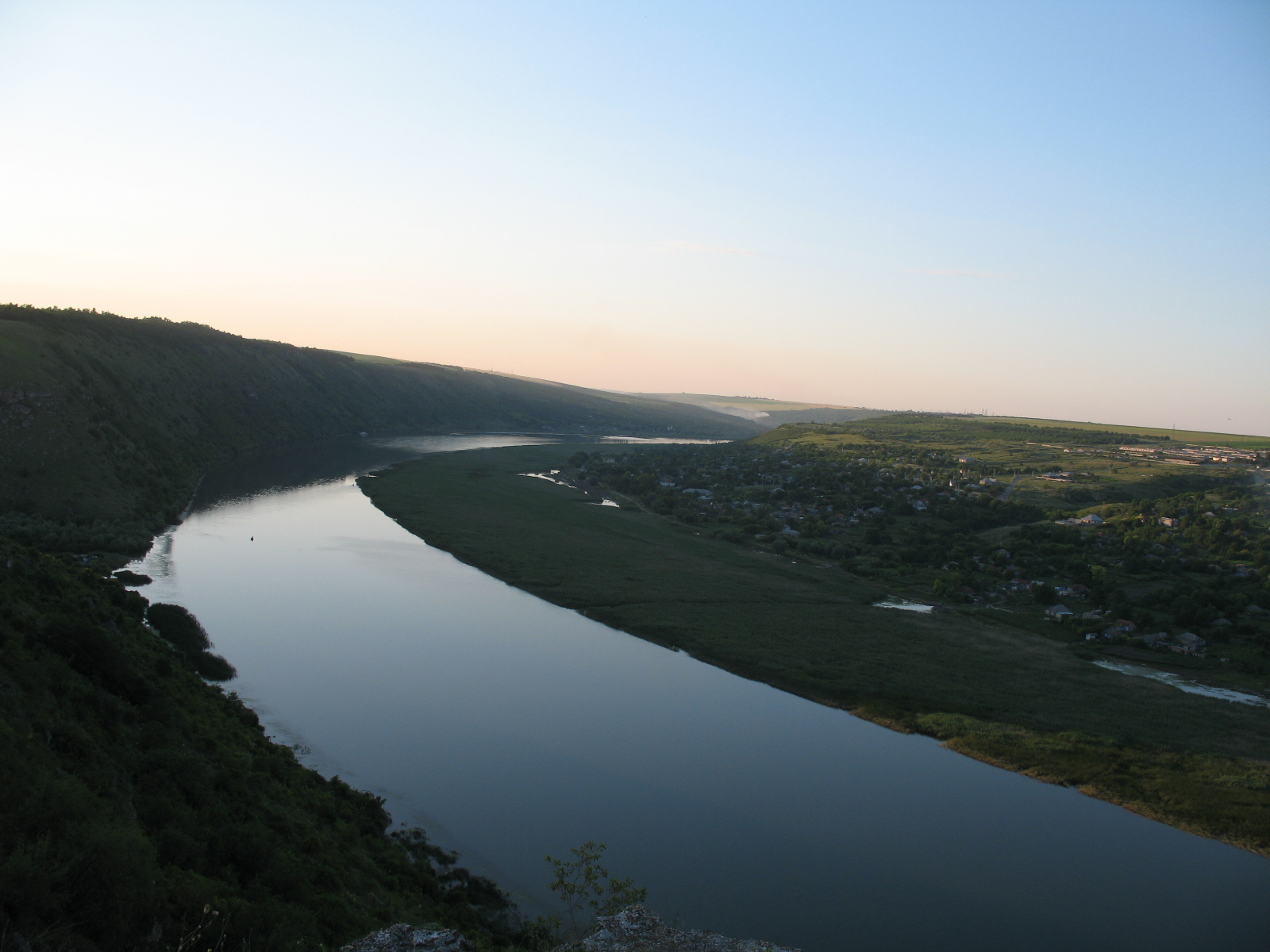
Perto de Ţipova
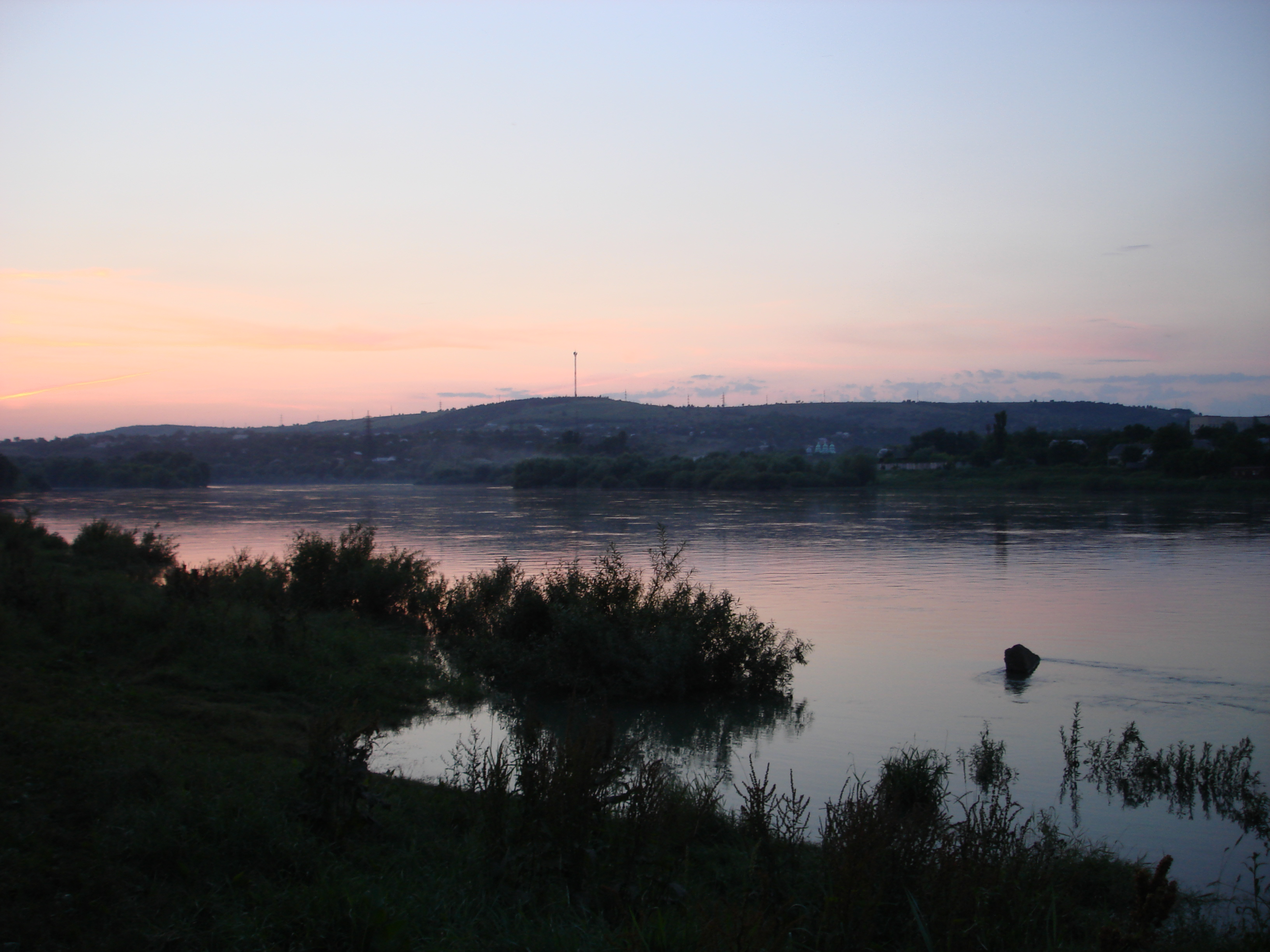
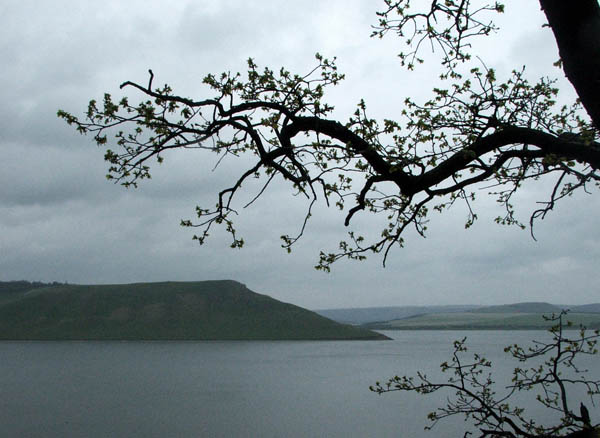
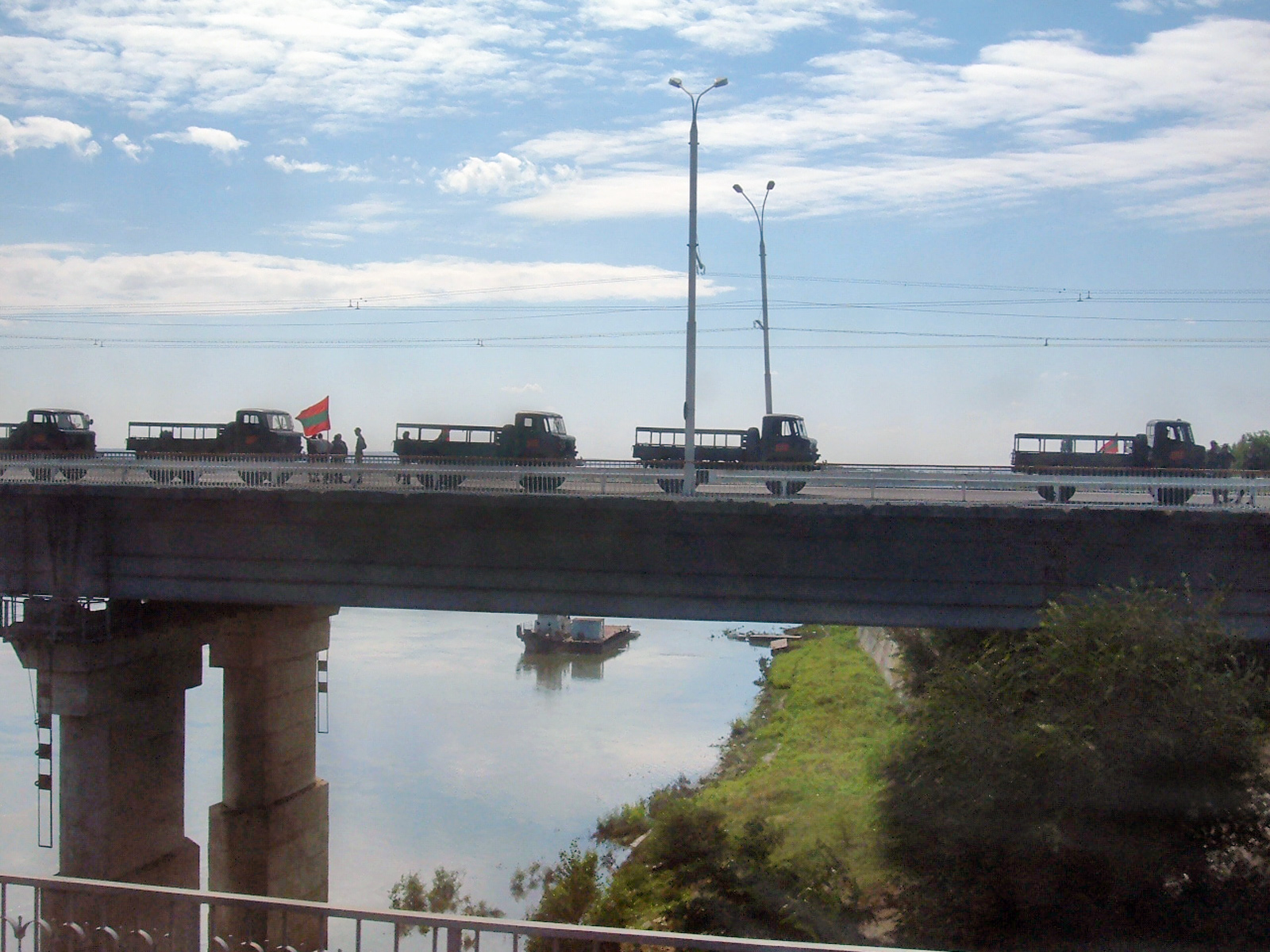
Dniestre, em Tiraspol
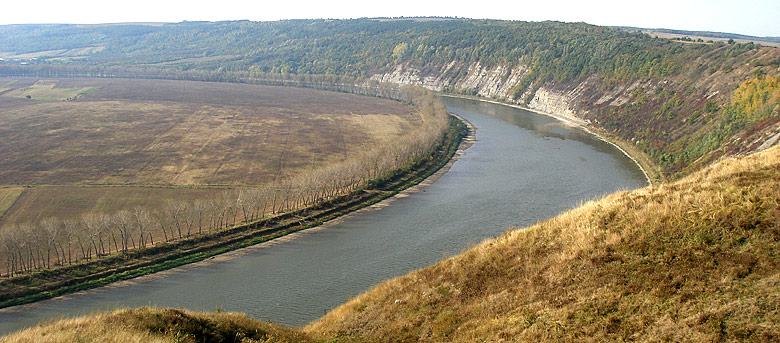
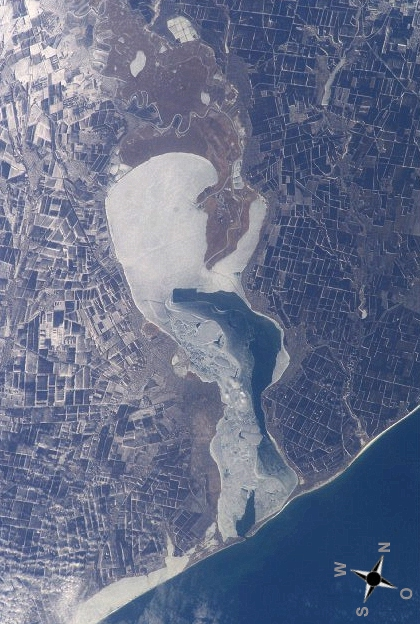
Visto do espaço